# Política Nacional de Desenvolvimento Sustentável dos Povos e Comunidades Tradicionais
Política Nacional de Desenvolvimento Sustentável dos Povos e Comunidades Tradicionais (abreviado PNPCT) é uma politica brasileira criada em 2007 onde o Governo do Brasil formalmente a existência das populações tradicionais através do decreto 6 040 de 7 de fevereiro, que tem o objetivo de fazer o desenvolvimento sustentável destas populações e garantir os direitos: territoriais, ambientais, econômicos e, culturais, com acordo com as especificações étnicas.

## Populações tradicionais
As populações tradicionais brasileiras são:
| Pessoas/Comunidades                | Habitat                                       | Atividade                              | Ref                       |
| Andirobeiras                       |                                               | uso da árvore Andirobeira              | [ 8 ] [ 9 ]               |
| Apanhadores de flores sempre-vivas | Diamantina, Minas Gerais                      | colheita de flores                     | [ 8 ]                     |
| Benzedeiras                        |                                               |                                        | [ 8 ]                     |
| Caatingueiros                      | Caatinga                                      | criação animal                         | [ 8 ]                     |
| Caboclos                           |                                               |                                        | [ 7 ] [ 8 ]               |
| Caiçaras                           | Rio de Janeiro, São Paulo e Paraná            | pescaria                               | [ 7 ] [ 8 ] [ 9 ]         |
| Caipira                            | Paraná                                        |                                        | [ 8 ] [ 9 ] [ 11 ] [ 12 ] |
| Castanheiras                       | Amazônia                                      | colheita de castanha                   | [ 8 ] [ 9 ]               |
| Catadoras de mangaba               | Sergipe                                       | colheita de mangaba                    | [ 8 ] [ 9 ]               |
| Chapadeiros                        | Lavras Diamantinas, Piemonte da Chapada Bahia |                                        | [ 8 ] [ 13 ] [ 14 ]       |
| Ciganos                            |                                               |                                        | [ 8 ] [ 9 ]               |
| Cipozeiros                         | Santa Catarina, Paraná e São Paulo            | colheita da planta Imbé                | [ 8 ] [ 9 ]               |
| Extrativistas "marajoaras"         | Marajó, Pará                                  | pesca, colheita de camarão e açaí      | [ 7 ] [ 8 ] [ 9 ]         |
| Extrativista marinho               |                                               |                                        | [ 8 ]                     |
| Faxinalenses                       | Paraná                                        | criação animal                         | [ 8 ] [ 9 ]               |
| Povos de Fundo e Fecho de Pasto    | Bahia, Pernambuco e Piauí                     | criação de caprinos e ovinos           | [ 8 ] [ 9 ]               |
| Geraizeiros                        | Minas Gerais                                  | agricultura, pecuária e coleta         | [ 9 ] [ 16 ]              |
| Ilhéus do Paraná                   | Paraná                                        | pegador de peixe                       | [ 8 ] [ 9 ]               |
| Indígenas                          | em todas as regiões                           | pescaria, coleta e pequena agricultura | [ 9 ] [ 7 ]               |
| Isqueiros                          | Pantanal, Mato Grosso                         | coletor de iscas de pesca              | [ 8 ] [ 9 ]               |
| Jangadeiros                        |                                               |                                        | [ 7 ] [ 7 ]               |
| Marisqueiros                       | Baía de todos os Santos, Bahia                | pescaria artesanal                     | [ 8 ] [ 9 ]               |
| Morroquianos                       | Morraria, Cáceres, Mato Grosso                | pequenos agricultores ou extrativistas | [ 8 ] [ 9 ]               |
| Pantaneiros                        | Pantanal, Mato Grosso                         | criação de gado                        | [ 8 ] [ 9 ]               |
| Pescadores Artesanais              |                                               | pescaria                               | [ 9 ] [ 7 ]               |
| Piaçaveiros                        | Amazônia                                      | processamento da fibra de piaçava      | [ 8 ] [ 9 ]               |
| Pomeranos                          |                                               |                                        | [ 8 ] [ 9 ]               |
| Povos de terreiro                  | em toda as regiões                            |                                        | [ 8 ] [ 9 ]               |
| Quebradeiras de coco babaçu        | Maranhão, Pará, Piauí und Tocantins           | colheita do fruto do babaçu            | [ 8 ] [ 9 ]               |
| Quilombolas                        | em todas as regiões                           |                                        | [ 9 ] [ 7 ]               |
| Retireiros                         | Nordeste do Mato Grosso                       | pecuária e agricultura                 | [ 8 ] [ 9 ]               |
| Ribeirinhos                        | Amazônia                                      | pescaria, coleta e agricultura         | [ 7 ] [ 7 ]               |
| Seringueiros                       | Amazônia                                      | cones de borracha                      | [ 7 ] [ 9 ] [ 7 ]         |
| Vazanteiros                        | Minas Gerais                                  | Agricultura                            | [ 8 ] [ 9 ]               |
| Veredeiros                         | Norte de Minas Gerais, Bahia e Centro-Oeste   |                                        | [ 8 ] [ 9 ]               |